# مرد خوش‌تیپ کور
مرد خوش‌تیپ کور 
(به تلوگویی: Andhhagadu) و (به انگلیسی: Blind Handsome Man) فیلمی هندی محصول سال ۲۰۱۷ و به کارگردانی ولگوندا سرینیواس است. در این فیلم بازیگرانی همچون راج تارون، هباه پاتل، راجندرا پراساد، اشیش ویدیارتی و سایاجی شینده ایفای نقش کرده‌اند.